# Szpeciel jesionowiec

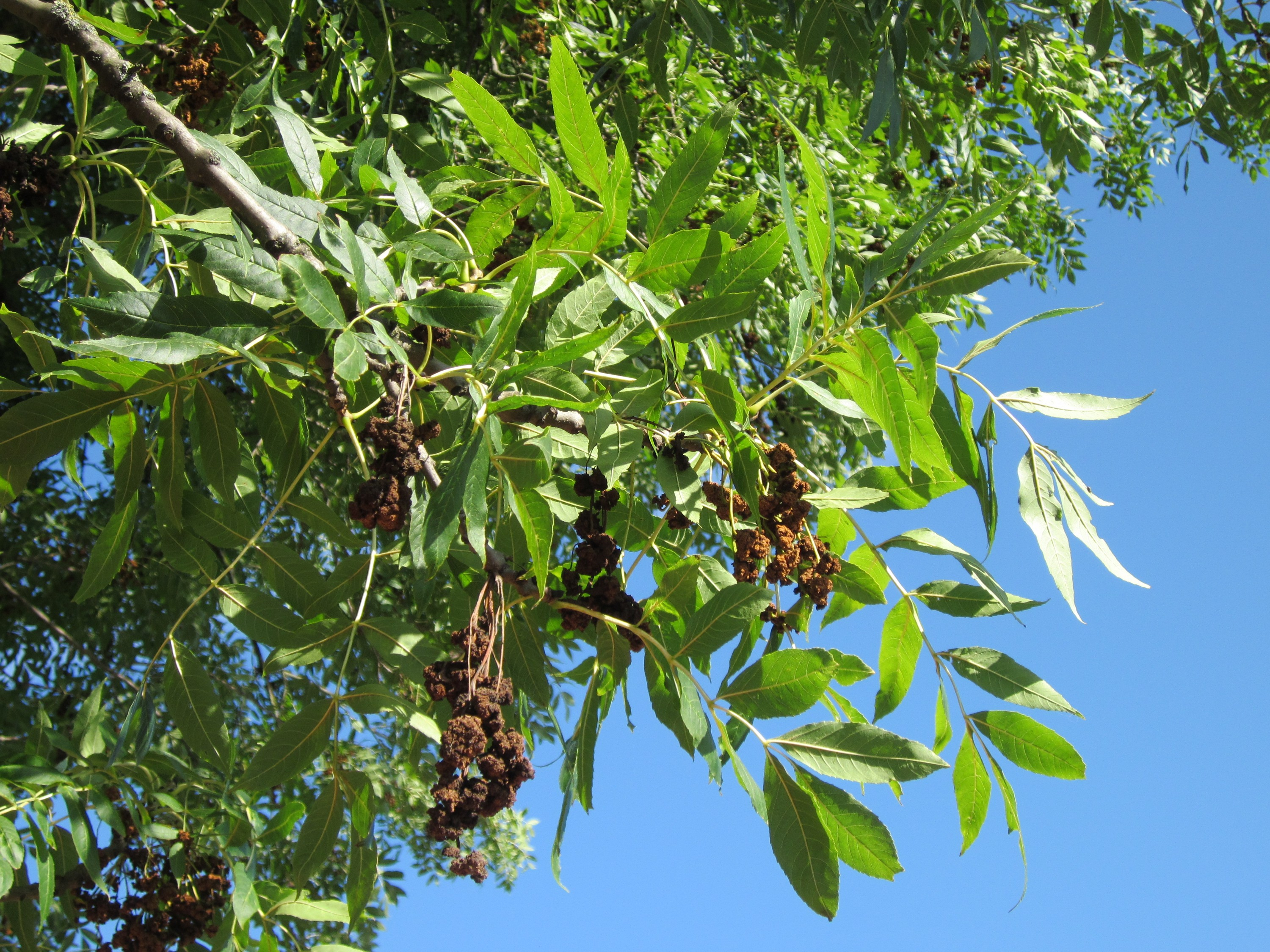
Galasy tworzone przez Aceria fraxinivora

Szpeciel jesionowiec (Aceria fraxinivora Nalepa 1909) – gatunek roztocza z nadrodziny szpecieli. Tworzy galasy na różnych gatunkach jesionu. 

## Taksonomia
Gatunek po raz pierwszy opisał Ludwig Karpelles w 1884 roku pod nazwą Phytoptus fraxini. Ponieważ nazwa ta okazała się już zajęta przez inny takson, współcześnie Aceria fraxinicola, za ważną została uznana nadana w 1909 roku przez Alfreda Nalepę Eriophyes fraxinivorus. Pod wyodrębnieniu rodzaju Aceria przeniesiono do niego ten gatunek. Ze względu na wątpliwości, czy gatunek Aceria fraxiniflora jest odrębny, czy tylko jest geograficzną odmianą Aceria fraxinivora, nowy opis diagnostyczny obu gatunków, ze wskazaniem cech odróżniających, wykonał w 2019 roku zespół Mártona Kordy i Gézy Ripki.
Ponieważ osobniki zebrane z różnych kontynentów nieco różnią się rozmiarami, istnieje przypuszczenie, że gatunek ten jest kompleksem jeszcze nieopisanych gatunków kryptycznych. Hipotezę tę wspiera stosunkowo duża liczba gatunków żywicielskich.

## Morfologia
Dorosłe samice i nimfy mają kształt robakowaty z dwiema parami odnóży krocznych. Barwa ciała biała lub bladożółta. 
Dorosłe samice mają ciało o długości ok. 190–305 μm (przeciętnie 241 μm) i średnicy ok. 70 μm. Gnatosoma o długości ok. 28 μm skierowana ku dołowi. Szczękoczułki o długości ok. 23 μm. Tarczka prodorsalna w przybliżeniu trójkątna o szerokości 32–48 μm. Jej wzór często jest niezauważalny, a jeżeli jest, to składają się na niego dwie blade niekompletne linie dośrodkowe (admedialne) rozchodzące się ku przodowi, szerzej rozdzielone na ⅓ długości. Brak linii środkowej (medialnej).Pierwsze (przednie) odnóże kroczne ma długość ok. 38 μm, drugie (tylne) ok. 35 μm. Grzbietowych półpierścieni opistosomy jest tyle samo lub nieco więcej (przeciętnie 63) niż brzusznych (przeciętnie 61). Brzuszne półpierścienie guzkowane. Ostatnie 6–10 grzbietowych i ostatnie 4–5 brzusznych pierścieni z mikroguzkami. Płytka genitalna o wymiarach ok. 19×23 μm. 

## Biologia i ekologia
Roślinami żywicielskimi są różne gatunki jesionu. Pierwotny opis dotyczył osobników żerujących na jesionie wyniosłym. Inne atakowane gatunki to jesion mannowy i wąskolistny. Ze względu na wątpliwości taksonomiczne nie jest jasne, czy atakuje amerykańskie gatunki takie jak jesion pensylwański. Żerując na ich kwiatach i owocach, powoduje powstawanie mas składających się z kulistych, gąbczastych galasów deformujących całe kwiatostany, które pęcznieją. Ich forma określana jest jako kalafiorowata.
Aceria fraxinivora jest jedynym oprócz Aceria fraxiniflora znanym gatunkiem szpeciela żerującym na kwiatach i owocach jesionu, a nie na liściach. Występuje powszechnie w Europie, ale wydaje się nie przynosić znaczących szkód gospodarczych. 